# Monte Marapi
Il Monte Marapi (in indonesiano Gunuang Marapi), è un vulcano complesso situato nell'isola di Sumatra in Indonesia, più in particolare nella provincia di Sumatra occidentale. Il suo nome significa Montagna di Fuoco ed è il vulcano più attivo dell'isola. Nei pressi della montagna si trovano diverse insediamenti, tra cui Bukittinggi, Padang Panjang e Batusangkar.

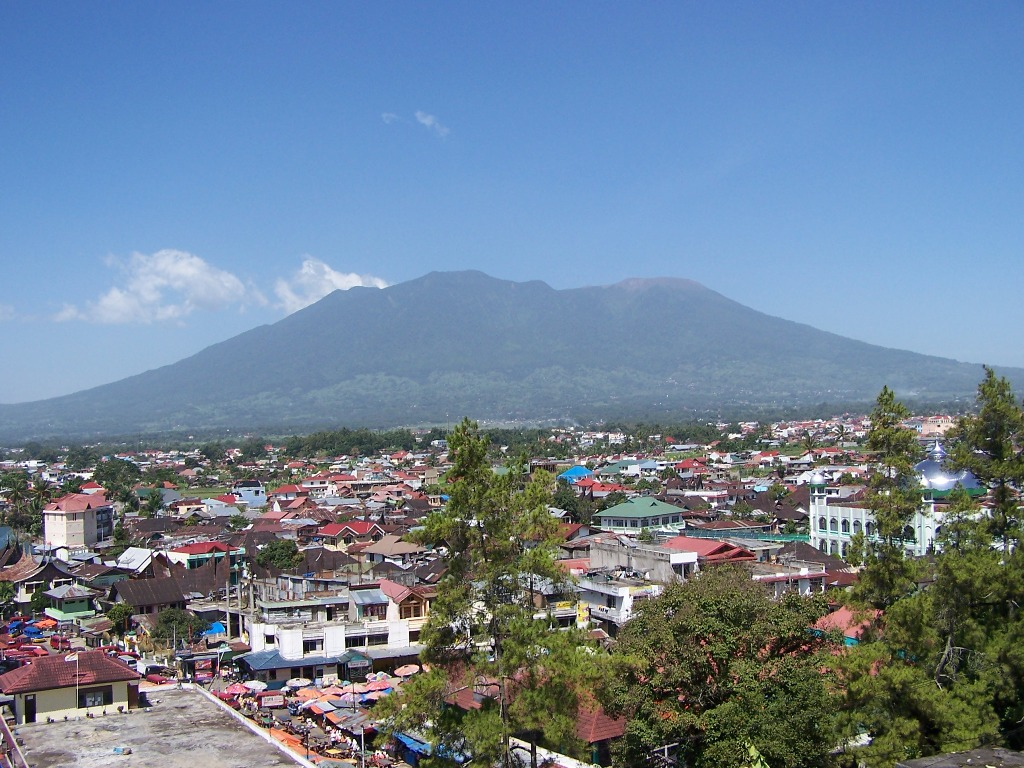
La città di Bukittinggi con il Marapi sullo sfondo.

Secondo la leggenda, la montagna è il sito in cui si stabilì per la prima volta il popolo dei Minangkabau dopo che la loro nave atterrò sulla montagna, quando essa aveva le dimensioni di un uovo ed era circondata dall'acqua.  Nella regione è presente un gran numero di pietre sepolcrali verticali,  orientate in direzione della montagna, indicandone il significato culturale.
Dalla fine del XVIII secolo sono state registrate più di cinquanta eruzioni, tutte di tipo esplosivo di bassa o moderata intensità. Il 3 dicembre 2023 un'eruzione del vulcano ha causato la morte di ventitré escursionisti. In tale eruzione la colonna di ceneri ha raggiunto i 3 km di altezza. Si trattò dell'eruzione più disastrosa da quella del 1979, quando il vulcano causò sessanta vittime.